# 巨嘴拟啄木鸟
，是䴕形目巨嘴拟啄木鸟科的一种獨特的鳥類。
巨嘴拟啄木鸟体重约97.7克，翼长约107.2毫米，嘴峰长约22.4毫米，喙宽度约11.3毫米，喙厚度约13.5毫米，跗蹠长约29毫米，尾长约81毫米。巨嘴拟啄木鸟在其分布区内为留鸟，其栖息在密集的高大树木组成的森林中，食性为杂食性，主要食物来源是水果。牠們繁殖會有很多幫手協助孵蛋及餵養雛鳥。

## 亚种
- ：分布于哥伦比亚西南部的西安第斯山脉。
- ：分布于厄瓜多尔西北部和中西部的安第斯山脉地区。[4]